# Maxwel Cornet
Gnaly Maxwel Cornet (Bingerville, 27 settembre 1996) è un calciatore ivoriano con cittadinanza francese, attaccante del West Ham Utd.

## Biografia
Nasce il 27 settembre 1996 a Bingerville in Costa d'Avorio e all'età di tre anni e mezzo lascia il suo paese per trasferirsi in Francia.

## Caratteristiche tecniche
È un esterno dotato di buon dribbling e buona velocità, viene spesso utilizzato anche da ala sinistra ma può giocare anche sulla fascia opposta. Durante la sua carriera è stato impiegato principalmente come esterno d'attacco. A partire dalla stagione 2020-2021 ha ricoperto con buoni risultati la posizione di terzino sinistro.

## Carriera

### Club

#### Metz e Olympique Lione
Nel 2004 all'età di sette anni entra a far parte delle giovanili del Metz. Il 2 agosto 2013 debutta in prima squadra all'età di sedici anni e dieci mesi entrando al 79' nella partita interna vinta 1-0 contro il Laval.
Il 15 gennaio 2015 passa all'Olympique Lione per quattrocentomila euro. Debutta in Ligue 1 proprio contro la sua ex squadra il 25 gennaio seguente, entrando al 34' al posto dell'infortunato Alexandre Lacazette.

#### Burnley
Il 29 agosto 2021 viene acquistato dal Burnley. In stagione realizza 9 reti ma non riesce a evitare la retrocessione del club del Lancashire.

#### West Ham
Il 5 agosto 2022 si trasferisce al West Ham Utd, firmando un contratto quinquennale.

#### Prestiti a Southampton e Genoa
Il 30 agosto 2024 viene ceduto in prestito al Southampton.
Dopo avere racimolato solo tre presenze coi Saints, il 20 gennaio 2025 prestito viene rescisso e, contemporaneamente, viene ceduto nuovamente in prestito, questa volta al Genoa. Fa il suo esordio sette giorni dopo, nella partita vinta 2-0 contro il Monza, nella quale fornisce anche l'assist per il gol di Vásquez. Segna la sua prima rete in rossoblu il 17 febbraio, nella vittoria per 2-0 contro il Venezia.

### Nazionale
Ha militato nelle varie selezioni giovanili francesi, dall'Under-16 sino all'Under-21.
Nell'aprile del 2017, dopo un colloquio con il CT Marc Wilmots, sceglie di rappresentare il suo paese d'origine, ovvero la Costa d'Avorio; è stato convocato per la Coppa delle nazioni africane 2021.

## Statistiche

### Presenze e reti nei club
Statistiche aggiornate al 24 maggio 2025.
| Stagione               | Squadra                | Campionato             | Campionato | Campionato | Coppe nazionali | Coppe nazionali | Coppe nazionali | Coppe internazionali | Coppe internazionali | Coppe internazionali | Altre coppe | Altre coppe | Altre coppe | Totale | Totale |
| Stagione               | Squadra                | Comp                   | Pres       | Reti       | Comp            | Pres            | Reti            | Comp                 | Pres                 | Reti                 | Comp        | Pres        | Reti        | Pres   | Reti   |
| ---------------------- | ---------------------- | ---------------------- | ---------- | ---------- | --------------- | --------------- | --------------- | -------------------- | -------------------- | -------------------- | ----------- | ----------- | ----------- | ------ | ------ |
| 2012-2013              | Metz 2                 | CFA                    | 12         | 2          | -               | -               | -               | -                    | -                    | -                    | -           | -           | -           | 12     | 2      |
| 2013-2014              | Metz 2                 | CFA2                   | 9          | 4          | -               | -               | -               | -                    | -                    | -                    | -           | -           | -           | 9      | 4      |
| Totale Metz 2          | Totale Metz 2          | Totale Metz 2          | 21         | 6          |                 | -               | -               |                      | -                    | -                    |             | -           | -           | 21     | 6      |
| 2012-2013              | Metz                   | CN                     | 0          | 0          | CF+CdL          | 1+0             | 0               | -                    | -                    | -                    | -           | -           | -           | 1      | 0      |
| 2013-2014              | Metz                   | L2                     | 14         | 0          | CF+CdL          | 0+1             | 0               | -                    | -                    | -                    | -           | -           | -           | 15     | 0      |
| 2014-gen. 2015         | Metz                   | L1                     | 0          | 0          | CF+CdL          | 0+0             | 0               | -                    | -                    | -                    | -           | -           | -           | 0      | 0      |
| Totale Metz            | Totale Metz            | Totale Metz            | 14         | 0          |                 | 2               | 0               |                      | -                    | -                    |             | -           | -           | 16     | 0      |
| gen.-giu. 2015         | O. Lione 2             | CFA                    | 3          | 3          | -               | -               | -               | -                    | -                    | -                    | -           | -           | -           | 3      | 3      |
| gen.-giu. 2015         | Olympique Lione        | L1                     | 4          | 0          | CF+CdL          | 0+0             | 0               | UEL                  | 0                    | 0                    | -           | -           | -           | 4      | 0      |
| 2015-2016              | Olympique Lione        | L1                     | 31         | 8          | CF+CdL          | 3+2             | 3+0             | UCL                  | 4                    | 1                    | SF          | 0           | 0           | 40     | 12     |
| 2016-2017              | Olympique Lione        | L1                     | 30         | 4          | CF+CdL          | 2+1             | 2+0             | UCL+UEL              | 6+7                  | 1+1                  | SF          | 1           | 0           | 47     | 8      |
| 2017-2018              | Olympique Lione        | L1                     | 30         | 4          | CF+CdL          | 4+1             | 2+0             | UEL                  | 8                    | 1                    | -           | -           | -           | 43     | 7      |
| 2018-2019              | Olympique Lione        | L1                     | 27         | 7          | CF+CdL          | 4+0             | 2+0             | UCL                  | 5                    | 3                    |             | -           | -           | 36     | 12     |
| 2019-2020              | Olympique Lione        | L1                     | 22         | 4          | CF+CdL          | 4+4             | 1+0             | UCL                  | 8                    | 1                    |             | -           | -           | 38     | 11     |
| 2020-2021              | Olympique Lione        | L1                     | 36         | 2          | CF              | 3               | 2               | -                    | -                    | -                    | -           | -           | -           | 39     | 4      |
| ago. 2021              | Olympique Lione        | L1                     | 1          | 0          | CF              | -               | -               | UEL                  | -                    | -                    | -           | -           | -           | 1      | 0      |
| Totale Olympique Lione | Totale Olympique Lione | Totale Olympique Lione | 181        | 29         |                 | 28              | 12              |                      | 38                   | 8                    |             | 1           | 0           | 248    | 49     |
| 2021-2022              | Burnley                | PL                     | 26         | 9          | FACup+CdL       | 0+2             | 0+0             | -                    | -                    | -                    | -           | -           | -           | 28     | 9      |
| 2022-2023              | West Ham Utd           | PL                     | 14         | 0          | FACup+CdL       | 0+0             | 0+0             | UECL                 | 7                    | 0                    | -           | -           | -           | 21     | 0      |
| 2023-2024              | West Ham Utd           | PL                     | 7          | 1          | FACup+CdL       | 2+1             | 0+0             | UEL                  | 6                    | 0                    | -           | -           | -           | 16     | 1      |
| Totale West Ham        | Totale West Ham        | Totale West Ham        | 21         | 1          |                 | 5               | 0               |                      | 13                   | 0                    |             | -           | -           | 37     | 1      |
| 2024-gen. 2025         | Southampton            | PL                     | 2          | 0          | FACup+CdL       | 0+1             | 0               | -                    | -                    | -                    | -           | -           | -           | 3      | 0      |
| gen.-giu. 2025         | Genoa                  | A                      | 7          | 2          | CI              | -               | -               | -                    | -                    | -                    | -           | -           | -           | 7      | 2      |
| Totale carriera        | Totale carriera        | Totale carriera        | 275        | 50         |                 | 35              | 13              |                      | 51                   | 8                    |             | 1           | 0           | 362    | 71     |

### Cronologia presenze e reti in nazionale
| Cronologia completa delle presenze e delle reti in nazionale ― Costa d'Avorio | Cronologia completa delle presenze e delle reti in nazionale ― Costa d'Avorio | Cronologia completa delle presenze e delle reti in nazionale ― Costa d'Avorio | Cronologia completa delle presenze e delle reti in nazionale ― Costa d'Avorio | Cronologia completa delle presenze e delle reti in nazionale ― Costa d'Avorio | Cronologia completa delle presenze e delle reti in nazionale ― Costa d'Avorio | Cronologia completa delle presenze e delle reti in nazionale ― Costa d'Avorio | Cronologia completa delle presenze e delle reti in nazionale ― Costa d'Avorio |
| Data                                                                          | Città                                                                         | In casa                                                                       | Risultato                                                                     | Ospiti                                                                        | Competizione                                                                  | Reti                                                                          | Note                                                                          |
| ----------------------------------------------------------------------------- | ----------------------------------------------------------------------------- | ----------------------------------------------------------------------------- | ----------------------------------------------------------------------------- | ----------------------------------------------------------------------------- | ----------------------------------------------------------------------------- | ----------------------------------------------------------------------------- | ----------------------------------------------------------------------------- |
| 4-6-2017                                                                      | Rotterdam                                                                     | Paesi Bassi                                                                   | 5 – 0                                                                         | Costa d'Avorio                                                                | Amichevole                                                                    | -                                                                             |                                                                               |
| 10-6-2017                                                                     | Bouaké                                                                        | Costa d'Avorio                                                                | 2 – 3                                                                         | Guinea                                                                        | Qual. Coppa d'Africa 2019                                                     | -                                                                             | 88’                                                                           |
| 5-9-2017                                                                      | Bouaké                                                                        | Costa d'Avorio                                                                | 1 – 2                                                                         | Gabon                                                                         | Qual. Mondiali 2018                                                           | 1                                                                             | 58’                                                                           |
| 6-10-2017                                                                     | Bamako                                                                        | Mali                                                                          | 0 – 0                                                                         | Costa d'Avorio                                                                | Qual. Mondiali 2018                                                           | -                                                                             |                                                                               |
| 11-11-2017                                                                    | Abidjan                                                                       | Costa d'Avorio                                                                | 0 – 2                                                                         | Marocco                                                                       | Qual. Mondiali 2018                                                           | -                                                                             | 62’                                                                           |
| 12-10-2018                                                                    | Bouaké                                                                        | Costa d'Avorio                                                                | 4 – 0                                                                         | Rep. Centrafricana                                                            | Qual. Coppa d'Africa 2019                                                     | 1                                                                             | 64’                                                                           |
| 16-10-2018                                                                    | Bangui                                                                        | Rep. Centrafricana                                                            | 0 – 0                                                                         | Costa d'Avorio                                                                | Qual. Coppa d'Africa 2019                                                     | -                                                                             | 83’                                                                           |
| 18-11-2018                                                                    | Conakry                                                                       | Guinea                                                                        | 1 – 1                                                                         | Costa d'Avorio                                                                | Qual. Coppa d'Africa 2019                                                     | -                                                                             | 85’                                                                           |
| 23-3-2019                                                                     | Abidjan                                                                       | Costa d'Avorio                                                                | 3 – 0                                                                         | Ruanda                                                                        | Qual. Coppa d'Africa 2019                                                     | 1                                                                             | 70’                                                                           |
| 26-3-2019                                                                     | Abidjan                                                                       | Costa d'Avorio                                                                | 1 – 0                                                                         | Liberia                                                                       | Amichevole                                                                    | -                                                                             |                                                                               |
| 7-6-2019                                                                      | Boulogne-sur-Mer                                                              | Costa d'Avorio                                                                | 3 – 1                                                                         | Comore                                                                        | Amichevole                                                                    | -                                                                             | 74’                                                                           |
| 19-6-2019                                                                     | Abu Dhabi                                                                     | Zambia                                                                        | 1 – 4                                                                         | Costa d'Avorio                                                                | Amichevole                                                                    | 1                                                                             | 52’                                                                           |
| 24-6-2019                                                                     | Il Cairo                                                                      | Costa d'Avorio                                                                | 1 – 0                                                                         | Sudafrica                                                                     | Coppa d'Africa 2019 - 1º turno                                                | -                                                                             | 87’                                                                           |
| 28-6-2019                                                                     | Il Cairo                                                                      | Marocco                                                                       | 1 – 0                                                                         | Costa d'Avorio                                                                | Coppa d'Africa 2019 - 1º turno                                                | -                                                                             | 55’                                                                           |
| 1-7-2019                                                                      | Il Cairo                                                                      | Namibia                                                                       | 1 – 4                                                                         | Costa d'Avorio                                                                | Coppa d'Africa 2019 - 1º turno                                                | 1                                                                             | 89’                                                                           |
| 8-7-2019                                                                      | Suez                                                                          | Mali                                                                          | 1 – 0                                                                         | Costa d'Avorio                                                                | Coppa d'Africa 2019 - Ottavi di finale                                        | -                                                                             | 68’                                                                           |
| 11-7-2019                                                                     | Suez                                                                          | Costa d'Avorio                                                                | 1 – 1 dts (3 – 4 dtr)                                                         | Algeria                                                                       | Coppa d'Africa 2019 - Quarti di finale                                        | -                                                                             | 90+4’                                                                         |
| 16-11-2019                                                                    | Abidjan                                                                       | Costa d'Avorio                                                                | 1 – 0                                                                         | Niger                                                                         | Qual. Coppa d'Africa 2021                                                     | -                                                                             | 70’                                                                           |
| 19-11-2019                                                                    | Macallè                                                                       | Etiopia                                                                       | 2 – 1                                                                         | Costa d'Avorio                                                                | Qual. Coppa d'Africa 2021                                                     | -                                                                             |                                                                               |
| 8-10-2020                                                                     | Bruxelles                                                                     | Belgio                                                                        | 1 – 1                                                                         | Costa d'Avorio                                                                | Amichevole                                                                    | -                                                                             |                                                                               |
| 13-10-2020                                                                    | Utrecht                                                                       | Giappone                                                                      | 1 – 0                                                                         | Costa d'Avorio                                                                | Amichevole                                                                    | -                                                                             |                                                                               |
| 12-11-2020                                                                    | Abidjan                                                                       | Costa d'Avorio                                                                | 2 – 1                                                                         | Madagascar                                                                    | Qual. Coppa d'Africa 2021                                                     | -                                                                             | 79’                                                                           |
| 6-9-2021                                                                      | Abidjan                                                                       | Costa d'Avorio                                                                | 2 – 1                                                                         | Camerun                                                                       | Qual. Mondiali 2022                                                           | -                                                                             |                                                                               |
| 13-11-2021                                                                    | Cotonou                                                                       | Costa d'Avorio                                                                | 3 – 0                                                                         | Mozambico                                                                     | Qual. Mondiali 2022                                                           | 1                                                                             | 70’                                                                           |
| 16-11-2021                                                                    | Douala                                                                        | Camerun                                                                       | 1 – 0                                                                         | Costa d'Avorio                                                                | Qual. Mondiali 2022                                                           | -                                                                             |                                                                               |
| 12-1-2022                                                                     | Douala                                                                        | Guinea Equatoriale                                                            | 0 – 1                                                                         | Costa d'Avorio                                                                | Coppa d'Africa 2021 - 1º turno                                                | -                                                                             | 71’                                                                           |
| 26-1-2022                                                                     | Douala                                                                        | Costa d'Avorio                                                                | 0 – 0 dts (4 – 5 dtr)                                                         | Egitto                                                                        | Coppa d'Africa 2021 - Ottavi di finale                                        | -                                                                             | 105’                                                                          |
| 25-3-2022                                                                     | Marsiglia                                                                     | Francia                                                                       | 2 – 1                                                                         | Costa d'Avorio                                                                | Amichevole                                                                    | -                                                                             | 84’                                                                           |
| 29-3-2022                                                                     | Londra                                                                        | Inghilterra                                                                   | 3 – 0                                                                         | Costa d'Avorio                                                                | Amichevole                                                                    | -                                                                             | 64’                                                                           |
| 24-9-2022                                                                     | Le Petit-Quevilly                                                             | Costa d'Avorio                                                                | 2 – 1                                                                         | Togo                                                                          | Amichevole                                                                    | -                                                                             | 62’                                                                           |
| 9-9-2023                                                                      | San-Pédro                                                                     | Costa d'Avorio                                                                | 1 – 0                                                                         | Lesotho                                                                       | Qual. Coppa d'Africa 2023                                                     | -                                                                             | 69’                                                                           |
| Totale                                                                        |                                                                               | Presenze                                                                      | 31                                                                            |                                                                               | Reti                                                                          | 6                                                                             |                                                                               |

## Palmarès

### Club

#### Competizioni nazionali
- Campionato francese di seconda divisione: 1

Metz: 2013-2014

### Competizioni internazionali
- UEFA Conference League: 1

West Ham: 2022-2023